# Prosigk
Prosigk este o comună în Saxonia-Anhalt, Germania